# ヴィットリオ・カプリオーリ
ヴィットリオ・カプリオーリ（Vittorio Caprioli、1921年8月15日 - 1989年10月2日）は、イタリアの俳優。

## 出演作品
- 大人になる前に・・・
- ザ・シシリアン／復讐の挽歌
- 青い経験
- デッドリー・ディール
- 麗しのカトリーヌ
- 新・青い経験／禁じられた性の戯れ
- おかしなおかしな高校教師
- おかしなおかしな大冒険
- 万事快調
- 太陽の暗殺者（ビリー）
- アデュー・フィリピーヌ（パシャラ）
- 地下鉄のザジ
- 手羽先とモモ